# (5201) Ferraz-Mello
(5201) Ferraz-Mello es un asteroide perteneciente al cinturón exterior de asteroides, descubierto el 1 de diciembre de 1983 por Edward Bowell desde la Estación Anderson Mesa (condado de Coconino, cerca de Flagstaff, Arizona, Estados Unidos).

## Designación y nombre
Designado provisionalmente como 1983 XF. Fue nombrado Ferraz-Mello en honor a Sylvio Ferraz-Mello, dinamicista en la Universidad de São Paulo, conocido por una serie de contribuciones a la dinámica del sistema solar que incluyen: un modelo de perturbación válido para muy altas excentricidades, el descubrimiento de excentricidad caótica salta a valores superiores a 0,9 en la resonancia 3:1 con el período orbital de Júpiter, y la explicación de la escasez de objetos de larga existencia en la resonancia 2:1, en contraste con la existencia de muchos objetos en la resonancia 3:2 (Hildas). En otras áreas, ha trabajado en una transformada de Fourier capaz de hacer frente a las observaciones irregularmente espaciadas, teorías de perturbación hamiltonianas de resonancias no lineales, y el estudio de estrellas variables dMe. También ejerció de presidente de la Comisión 7 (mecánica celeste) de la UAI durante los años 1994-1997.

## Características orbitales
Ferraz-Mello está situado a una distancia media del Sol de 3,367 ua, pudiendo alejarse hasta 4,909 ua y acercarse hasta 1,826 ua. Su excentricidad es 0,457 y la inclinación orbital 3,283 grados. Emplea 2257,34 días en completar una órbita alrededor del Sol.
Los próximos acercamientos a la órbita terrestre se producirán el 7 de noviembre de 2020, el 6 de noviembre de 2092 y el 18 de septiembre de 2104.

## Características físicas
La magnitud absoluta de Ferraz-Mello es 14,8. Está asignado al tipo espectral.